# Zanim odejdą wody
Zanim odejdą wody (tytuł oryg. Due Date) – amerykańska komedia z gatunku filmów drogi z 2010 roku w reżyserii Todda Phillipsa.

## Obsada
- Robert Downey Jr. jako Peter Highman
- Zach Galifianakis jako Ethan Tremblay/Ethan Chase
- Michelle Monaghan jako Sarah Highman
- Juliette Lewis jako Heidi
- Jamie Foxx jako Darryl
- RZA jako strażnik przeszukujący bagaż
- Matt Walsh jako agent TSA
- Danny McBride jako pracownik Western Union
- Todd Phillips jako Barry
- Marco Rodríguez jako agent federalny
- Paul Renteria jako strażnik graniczny